# Veuves
Veuves foi uma comuna francesa na região administrativa do Centro, no departamento Loir-et-Cher. Estendia-se por uma área de 7,96 km². Em 2010 a comuna tinha 212 habitantes (densidade: 26,6 hab./km²).
Em 1 de janeiro de 2017, passou a formar parte da comuna de Veuzain-sur-Loire.